# Jeff Trepagnier
Jeffery "Jeff" Trepagnier (ur. 11 lipca 1979 w Los Angeles) – amerykański koszykarz, występujący na pozycji rzucającego obrońcy.

## Osiągnięcia
Na podstawie, o ile nie zaznaczono inaczej.
NCAA
- Uczestnik rozgrywek Sweet Sixteen turnieju NCAA (2001)
- Zaliczony do składu All-Pac-10 Honorable Mention (2000)
- Lider konferencji Pac-10 w przechwytach (2000)[3]

Drużynowe
- Mistrz Turcji (2006)
- Zdobywca Pucharu Prezydenta Turcji (2005)
- Finalista:
  - pucharu Turcji (2006)
  - Superpucharu Włoch (2007)

Indywidualne
- MVP:
  - meczu gwiazd ligi tureckiej (2006)
  - miesiąca NBDL (listopad 2002)
- Zaliczony do:
  - I składu NBDL (2003)
- Lider:
  - w przechwytach:
    - Euroligi (2006)
    - NBDL (2003)[4]